# Fileserve

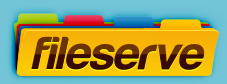
Logo Fileserve

Fileserve – serwis internetowy oferujący hosting plików. Siedziba firmy znajduje się w Hongkongu w Chinach. Maksymalna wielkość pliku, jaką użytkownik może umieścić na serwerze Fileserve, to 1 GB (darmowe konto) lub 2 GB (po wykupieniu konta premium). Darmowe konto ma także ograniczenie czasu przechowywania przesłanego pliku do 90 dni od ostatniego pobrania tego pliku. W rankingu Alexa Internet witryna zajmuje 138. miejsce na świecie (stan na 19 września 2011 r.).